# Nova Gora (gmina Krško)
Nova Gora – wieś w Słowenii, w gminie Krško. W 2018 roku liczyła 75 mieszkańców.